# Morebilus diversus
Morebilus diversus är en spindelart som först beskrevs av Ludwig Carl Christian Koch 1875.  Morebilus diversus ingår i släktet Morebilus och familjen Trochanteriidae. Inga underarter finns listade i Catalogue of Life.